# آرچی لانگ
آرچی لانگ (انگلیسی: Archie Lang؛ (زادهٔ ۲ آوریل ۱۹۴۸ – درگذشتهٔ ۱۱ مارس ۲۰۲۱) یک سیاست‌مدار اهل کانادا بود.